# Eighteenth Street Lounge Music
Eighteenth Street Lounge Music (w skrócie ESL Music) – amerykańska, niezależna wytwórnia płytowa, założona w 1995 roku w Waszyngtonie przez Roba Garzę i Erica Hiltona (założycieli zespołu Thievery Corporation w tym samym roku).

## Historia
W 1995 roku grupa wspólników, w tym: Farid Nouri, Eric Hilton, Yama Jewayni i Aman Ayoubi otworzyła w starej, waszyngtońskiej rezydencji klub muzyczny Eighteenth Street Lounge, oferujący swoim bywalcom różnorodną muzykę: jazz, reggae i deep house. Szefem klubu został Farid Nuri. Wiosną tego samego roku w klubie spotkali się Eric Hilton i Rob Garza i postanowili założyć własny zespół muzyczny, Thievery Corporation, co zrealizowali latem. Również w tym samym roku założyli własną, niezależną wytwórnię muzyczną, Eighteenth Street Lounge Music. W styczniu 1996 roku wytwórnia wydała debiutancki singiel zespołu, „2001: A Spliff Odyssey”, a później – debiutancki album, Sounds from the Thievery Hi-Fi. 

## Artyści
Lista na podstawie strony wytwórni w Discogs

- Adrian Quesada
- Afrolicious
- Ancient Astronauts
- Avatars of Dub
- Chris Joss
- Desmond Williams
- Dust Galaxy
- Federico Aubele
- Kruder & Dorfmeister
- Natalia Clavier
- Nickodemus
- Novalima
- Ocote Soul Sounds
- Shawn Lee
- Sofa Surfers
- The Funk Ark
- Thunderball
- Ursula 1000